# توزيع قوة الفرملة إلكترونيا

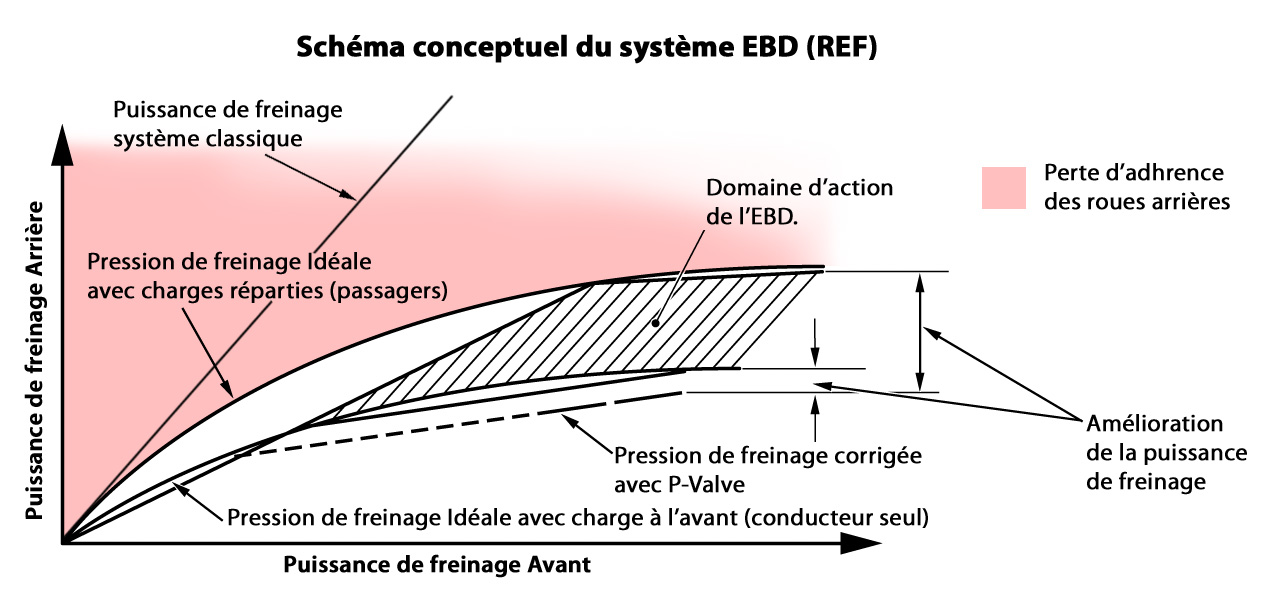

توزيع قوة الفرملة إلكترونيًا (بالإنجليزية: Electronic brakeforce distribution)‏ ويختصر إلى EBD وهي تقنية فرملة في السيارات تغير آليا كمية القوة المطبقة على كل من مكابح السيارة وفقًا لظروف الطريق والسرعة والحمولة، إلخ.
ويمكن لنظام EBD باقترانه الدائم مع نظام الكوابح المانع للانزلاق (ABS) بتطبيق ضغط كبح متفاوت على كل عجلة لزيادة قدرة التوقف مع الحفاظ على التحكم بالسيارة. تحمل مقدمة السيارة عادة الحمل الأعظمي فيقوم نظام EBD بتوزيع ضغط فرملة أقل على الفرامل الخلفية بحيث لا تحجزهما لكي لا يؤدي ذلك إلى الانزلاق. في بعض الأنظمة، يوزع نظام EBD ضغط فرملة أكثر على الفرامل الخلفية أثناء الفرملة الأولية قبل أن يظهر تأثير انتقال الوزن إلى العجلات الأمامية.
في حالة الفرملة في المنحنيات يحسن ABS مع EBD أيضاً توزيع قوة الفرملة بين العجلات اليسرى واليمنى بما يعزز ثبات المركبة، وتسهم هذه الوظائف بأداء فرملة ممتاز.

## مبدأ العمل
لقد ورد في المقالة العلمية #920646 لجمعية مهندسي السيارات: «إن عمل EBD كنظام فرعي لنظام ABS هو ضبط استخدام الدولايب الخلفية للالتصاق الفعال. يقترب ضغط العجلات الخلفية من توزيع قوة الفرامل المثالية في عملية الكبح الجزئي. وللقيام بذلك، فقد عُدل تصميم الفرامل التقليدية في اتجاه الفرملة الزائدة على المحور الخلفي، وقد استخدمت مكونات نظام ABS لهذا الغرض. يقلل نظام EBS من الإجهاد على الصمام التوزيع النسبي لقوة الكبح الهيدروليكي في السيارة. يحسن نظام EBD من تصميم الفرامل فيما يتعلق بـ: استخدام الالتصاق؛ واستقرار القيادة؛ والاهتراء؛ والأجهاد الحراري، وقوة الدواسة.»
وقد يعمل نظام EBD جنبا إلى جنب مع نظام ABS ونظام الثبات الإلكتروني (ESC) للحد من تسارعات التمايل الرأسي (Yaw acceleration) أثناء الدوران. يقارن نظام ESC زاوية توجيه العجلة مع معدل دوران السيارة باستخدام أجهزة لاستشعار معدل الانحراف. «الانعراج» (Yaw) حول المحور الشاقولي المار بمركز ثقلها (دوران نحو اليمين أو اليسار). إذا أحس جهاز الاستشعار بالانعراج أقل أو أكثر مما يجب أن ينشأ نتيجة زاوية عجلة القيادة، يقوم عندها نظام ESC بتنشيط أحد المكابح الأمامية أو الخلفية ليدير السيارة ويعيدها مرة أخرى إلى مسارها المقصود. على سبيل المثال، إذا كان السيارة تتجه يسارًا وبدأت تنجرف إلى خارج خط الدوران فإن نظام ESC ينشط المكابح الخلفية اليسارية التي سوف تساعد في دوران السيارة لليسار. أجهزة الاستشعار حساسة جدًا، ورد الفعل سريع جدًا بحيث يصحح النظام الاتجاه قبل أن يقوم السائق برد الفعل. يساعد نظام ABS على منع الدواليب من الانغلاق ويساعد EBD بتطبيق قوة كبخ تناسبية لجعل نظام ESC يعمل بكفاءة.